# Lijst van nummer 1-hits in de Radio 2 Top 30 in 1975
Deze hits stonden in 1975 op nummer 1 in de BRT Top 30, de voorloper van de huidige Vlaamse Radio 2 Top 30.
| Nummer | Datum        | Artiest                     | Titel                   |
| ------ | ------------ | --------------------------- | ----------------------- |
| 81     | 4 januari    | Mud                         | Lonely This Christmas   |
|        | 11 januari   | Mud                         | Lonely This Christmas   |
|        | 18 januari   | Mud                         | Lonely This Christmas   |
| 82     | 25 januari   | The Rubettes                | Juke Box Jive           |
|        | 1 februari   | The Rubettes                | Juke Box Jive           |
| 83     | 8 februari   | Billy Swan                  | I Can Help              |
|        | 15 februari  | Billy Swan                  | I Can Help              |
|        | 22 februari  | Billy Swan                  | I Can Help              |
|        | 1 maart      | Billy Swan                  | I Can Help              |
| 84     | 8 maart      | Joey Dyser                  | 100 Years               |
| 85     | 15 maart     | Status Quo                  | Down Down               |
| 86     | 22 maart     | Shirley & Company           | Shame, Shame, Shame     |
| 84     | 29 maart     | Joey Dyser                  | 100 Years               |
| 86     | 5 april      | Shirley & Company           | Shame, Shame, Shame     |
|        | 12 april     | Shirley & Company           | Shame, Shame, Shame     |
| 87     | 19 april     | Johnny & Orquesta Rodrigues | Hey mal yo              |
|        | 26 april     | Johnny & Orquesta Rodrigues | Hey mal yo              |
| 88     | 3 mei        | George Baker Selection      | Paloma Blanca           |
|        | 10 mei       | George Baker Selection      | Paloma Blanca           |
|        | 17 mei       | George Baker Selection      | Paloma Blanca           |
|        | 24 mei       | George Baker Selection      | Paloma Blanca           |
|        | 31 mei       | George Baker Selection      | Paloma Blanca           |
| 89     | 7 juni       | Roger Glover and Guests     | Love Is All             |
|        | 14 juni      | Roger Glover and Guests     | Love Is All             |
|        | 21 juni      | Roger Glover and Guests     | Love Is All             |
| 90     | 28 juni      | Jim Gilstrap                | Swing Your Daddy        |
| 91     | 5 juli       | Barry & Eileen              | If You Go               |
|        | 12 juli      | Barry & Eileen              | If You Go               |
| 92     | 19 juli      | ABBA                        | SOS                     |
|        | 26 juli      | ABBA                        | SOS                     |
| 93     | 2 augustus   | Tammy Wynette               | Stand By Your Man       |
|        | 9 augustus   | Tammy Wynette               | Stand by Your Man       |
|        | 16 augustus  | Tammy Wynette               | Stand by Your Man       |
| 94     | 23 augustus  | Kamahl                      | The Elephant Song       |
|        | 30 augustus  | Kamahl                      | The Elephant Song       |
| 95     | 6 september  | Shabby Tiger                | Slow Down               |
| 94     | 13 september | Kamahl                      | The Elephant Song       |
|        | 20 september | Kamahl                      | The Elephant Song       |
| 96     | 27 september | Brotherhood of Man          | Kiss Me, Kiss Your Baby |
| 97     | 4 oktober    | Rod Stewart                 | Sailing                 |
| 96     | 11 oktober   | Brotherhood of Man          | Kiss Me, Kiss Your Baby |
|        | 18 oktober   | Brotherhood of Man          | Kiss Me, Kiss Your Baby |
| 98     | 25 oktober   | Alexander Curly             | Guus                    |
| 99     | 1 november   | Glen Campbell               | Rhinestone Cowboy       |
| 100    | 8 november   | Mud                         | L'L'Lucy                |
|        | 15 november  | Mud                         | L'L'Lucy                |
| 101    | 22 november  | George Baker Selection      | Morning Sky             |
|        | 29 november  | George Baker Selection      | Morning Sky             |
| 102    | 6 december   | Dave                        | Dansez maintenant       |
| 103    | 13 december  | 5000 Volts                  | I'm on Fire             |
|        | 20 december  | 5000 Volts                  | I'm on Fire             |
| 104    | 27 december  | Penny McLean                | Lady Bump               |